# Giennadij Kołbin
Giennadij Wasiljewicz Kołbin (ros. Геннадий Васильевич Колбин; ur. 7 maja 1927 w Niżnym Tagile, zm. 15 stycznia 1998 w Moskwie) – radziecki i kazachski polityk, I sekretarz KC Komunistycznej Partii Kazachstanu w latach 1986–1989.

## Życiorys
W latach 1942–1943 uczył się modelarstwa w Niżnym Tagile, 1943–1947 uczęszczał do technikum górniczo-metalurgicznego w tym mieście, 1947–1959 pracował tam w fabryce kolejno jako konstruktor-technolog, kierownik biura technologicznego, zastępca naczelnika i naczelnik działu i zastępca głównego inżyniera. 1955 zaocznie ukończył Uralski Instytut Politechniczny im. Siergieja Kirowa. Od 1959 sekretarz partyjnego komitetu fabrycznego, w latach 1959–1962 drugi i następnie pierwszy sekretarz komitetu rejonowego KPZR w Niżnym Tagile, w latach 1970–1975 II sekretarz komitetu obwodowego KPZR w Swierdłowsku (obecnie Jekaterynburg), 1975–1984 II sekretarz KC Komunistycznej Partii Gruzji (I sekretarzem był wówczas Eduard Szewardnadze), 1983–1987 I sekretarz obwodowego komitetu KPZR w Uljanowsku. W latach 1979–1989 deputowany do Rady Najwyższej ZSRR. Od 16 grudnia 1986 do 22 czerwca 1989 I sekretarz KC Komunistycznej Partii Kazachstanu. Powołanie go na to stanowisko spowodowało falę zamieszek na tle etnicznym w Ałma-Acie. Mieszkańcy protestowali przeciwko usunięciu z funkcji Kazacha – Dinmuchammeda Kunajewa i powołaniu na jego stanowisko urodzonego na terenie Rosji Kołbina. W zorganizowanej przez władze pacyfikacji protestów zginęło około 200 osób. Od 7 czerwca 1989 do 26 grudnia 1990 przewodniczący Komitetu Kontroli Ludowej ZSRR. Od 1990 na emeryturze. Zmarł i został pochowany w Moskwie.

## Odznaczenia
- Order Lenina (dwukrotnie)
- Order Rewolucji Październikowej
- Order Czerwonego Sztandaru Pracy (dwukrotnie)
- Order „Znak Honoru”